# Expedição Gauss

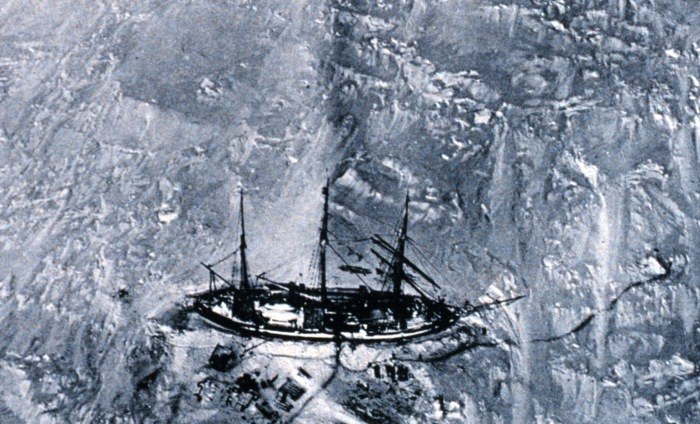
Foto aérea do navio Gauss tirada de um balão dirigível.

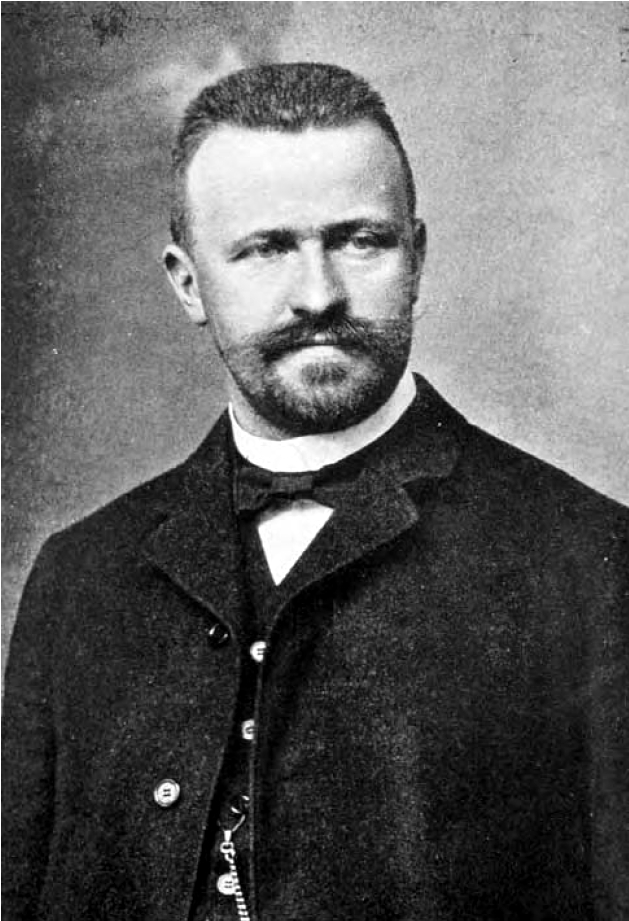
Erich von Drygalski capitão da expedição alemã ao Polo Sul.

A Expedição Gauss (1901 – 1903), foi a primeira expedição alemã à Antárctida, liderada pelo professor de geologia Erich von Drygalski no navio Gauss, cujo nome tem origem no matemático e físicoCarl Friedrich Gauss, sendo responsável por inúmeras descobertas sobre o continente, além de ter sido essencial para o estudo da fauna e flora da ilha Heard, que atualmente e propriedade da Austrália.

## Viagem
Drygalski liderou a primeira alemã expedição ao Polo Sul no navio Gauss, e o objectivo era explorar a zona a sul das Ilhas Kerguelen. A expedição teve início em Kiel no Verão de 1901 (11 de Agosto).

## Expedição

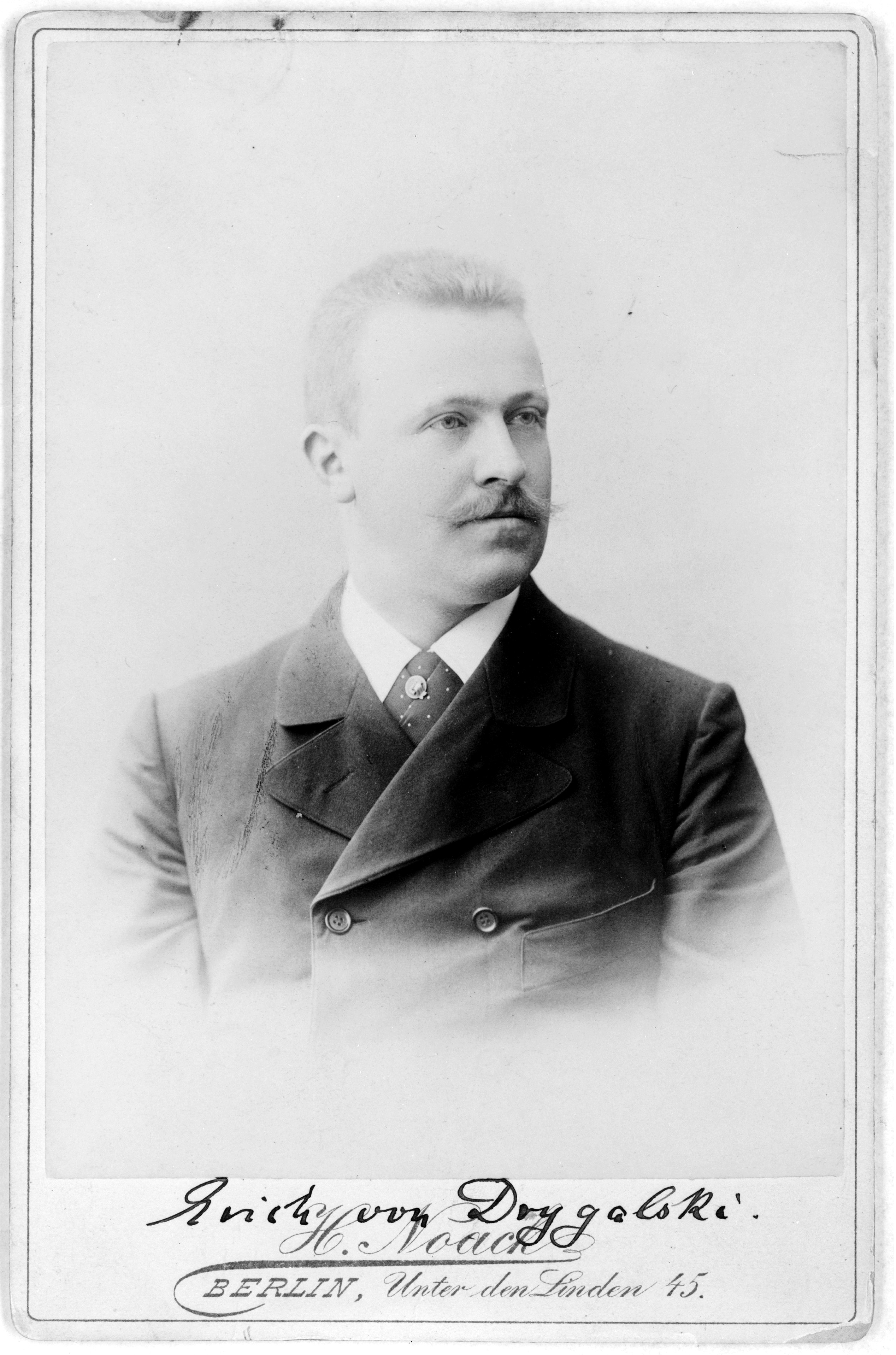
Erich von drygalski. Ele foi a primeira pessoa a realizar um levantamento científico organizado sobre a geologia e a fauna e flora da ilha Heard, que fica próxima ao continente antártico, além de ter sido a primeira pessoa a usar um balão de gás no continente.

Um pequeno grupo da expedição estava estacionada nas Ilhas Kerguelen, enquanto o grupo principal continuou para sul. Erich von Drygalski fez uma rápida passagem pela Ilha Heard, fazendo o primeiro levantamento científico organizado sobre a geologia, a fauna e a flora da ilha.
Embora tenha ficado presa no gelo durante 14 meses até Fevereiro de 1903, a expedição descobriu novos territórios na Antártida, a Terra de Kaiser Guilherme II e o seu vulcão Gaussberg.
Drygalski foi o primeiro a utilizar um balão a gás na Antárctida.

## Regresso
A expedição regressou a Kiel em Novembro de 1903. Erich von Drygalski fez a narrativa da expedição e editou a enorme quantidade de dados científicos. Entre 1905 e 1931, publicou 20 volumes e dois atlas sobre a expedição